# 環境難民
環境難民（かんきょうなんみん）とは気候変動や砂漠化などの地球の自然環境の変化や環境破壊によって、生じる難民のことである。

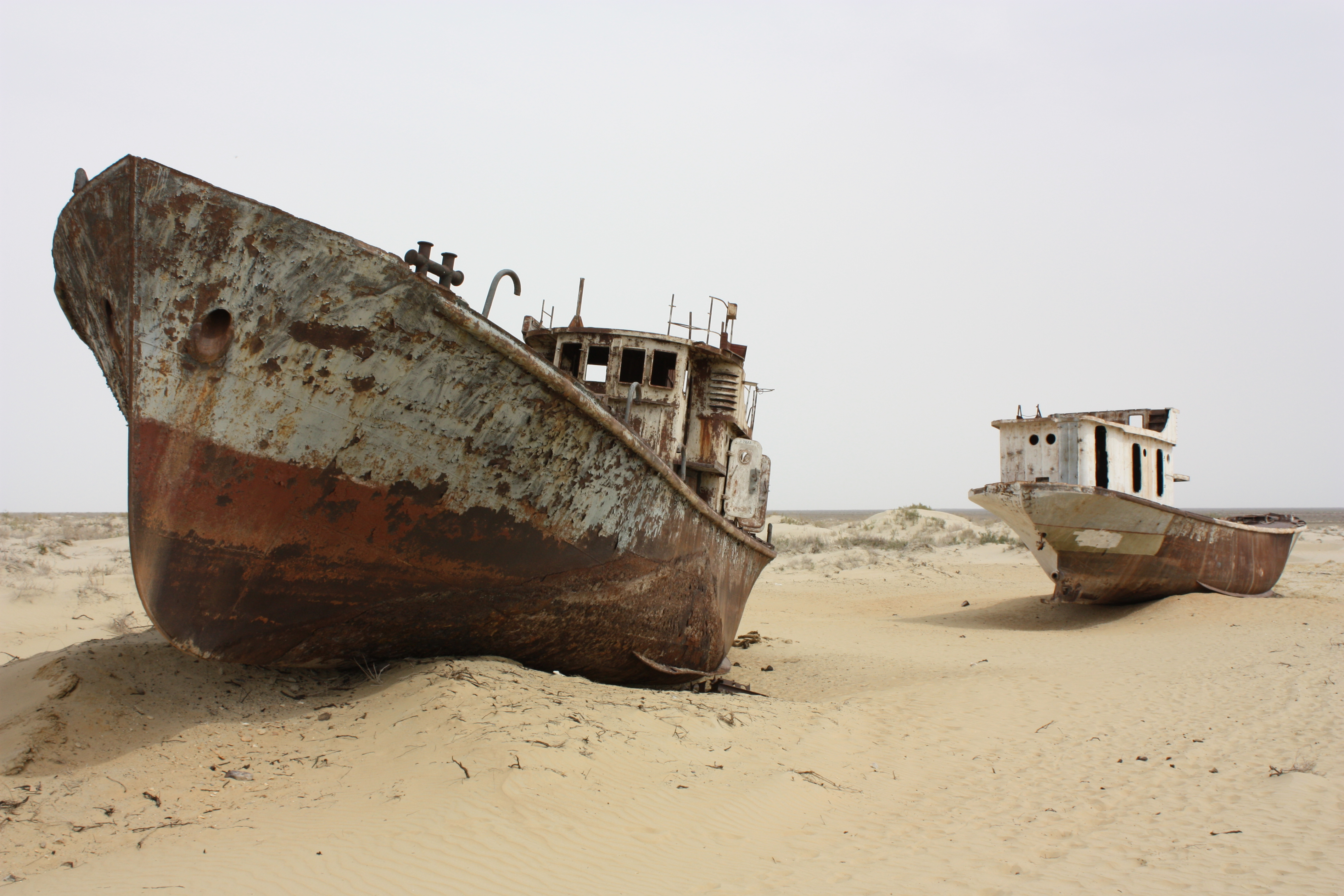
水が干上がったアラル海。灌漑によってアラル海の水は急速に干上がり漁業は壊滅し、露わになった湖底も塩害で不毛の地となった。

## 概要
二酸化炭素の増加によるとされる気候変動で北極、南極の氷が融け、海面上昇により、海抜0mから5mほどの沿岸部の平地や島嶼が水没する虞が生じている。もし、海面が上昇すればモルディブやツバルのような島嶼国は国土を失い、その国民は住む場所を失うと考えられる。また、沿岸部の平地が水没すれば、そこに居住する人々も移住を余儀無くされる。温暖化によって永久凍土が溶けると、永久凍土を前提に構築されたインフラが崩壊し、一時的に居住者が不利益を蒙ることがある。
また熱帯雨林が焼畑農業などで失われると回復が困難となり、そこに居住している人々も生活が困難になると考えられる。さらに砂漠化による農地の消滅や灌漑農法の結果、農地に塩分が蓄積されたりすると、そこでの居住が困難になり、移住を余儀無くされる住民が出ると予想される。
また、地球全体の気候が変化すれば、世界の農業環境は大きく変わり、世界的な食糧危機が生じるとも予想される。また、マラリアやデング熱など熱帯の風土病が温帯にも広がる可能性がある。
福島第一原子力発電所事故では、多くの人々が移住してしまった。
環境難民は現代における難民の一種というよりも、人類史の中で非常に頻繁に、かつ歴史上の重要なイベントとして繰り返し発生してきた。例えば、中世ヨーロッパの基礎をつくったゲルマン人の大移動もその例外ではない。この移動は、寒冷化に伴うユーラシア大陸規模の環境難民の一環といえ、4～6世紀を「民族移動の寒期」と呼ぶ研究者もいる。